# Feaella anderseni
Feaella anderseni es una especie de arácnido del orden Pseudoscorpionida de la familia Feaellidae.

## Distribución geográfica
Se encuentra en Australia.